# Kupa na Bălgarija 2012-2013
La Coppa di Bulgaria 2012-2013 è la 91ª edizione del torneo. La competizione è iniziata il 10 ottobre 2012 ed è terminata il 15 maggio 2013. Il Beroe ha vinto la competizione per la seconda volta nella propria storia.

## Primo turno
| Squadra 1         | Risultato         | Squadra 2         |
| ----------------- | ----------------- | ----------------- |
| 10 ottobre 2012   |                   |                   |
| Sliven            | 1 – 5             | Bansko            |
| 13 ottobre 2012   |                   |                   |
| Pirin Razlog      | 2 – 0             | Svetkavica        |
| Mesta Hadžidimovo | 3 – 3 (1 – 3 dtr) | Spartak Pleven    |
| Spartak Varna     | 2 – 1             | Šumen             |
| Sportist          | 1 – 3             | Lokomotiv Mezdra  |
| Akademic Svištov  | 1 – 0             | Septemvri Simitli |

## Secondo turno
Le gare di andata si sono giocate il 30 ottobre e il 1º novembre 2012, quelle di ritorno il 24 e il 25 novembre.
| Squadra 1              | Totale            | Squadra 2              | Andata | Ritorno     |
| ---------------------- | ----------------- | ---------------------- | ------ | ----------- |
| Silistra 2009          | 2 – 4             | Čavdar Etropole        | 1 – 1  | 1 – 3       |
| Minjor Pernik          | 4 – 4             | Minjor Pernik          | 2 – 1  | 2 – 3       |
| Beroe                  | 4 – 1             | Akademic Svištov       | 1 – 0  | 3 – 1       |
| Lokomotiv Mezdra       | 5 – 4             | Kaliakra               | 4 – 0  | 1 – 4 (dts) |
| Eurocollege Plovdiv    | 1 – 9             | Botev Plovdiv          | 0 – 3  | 1 – 6       |
| Spartak Varna          | 4 – 4 (5 – 4 dcr) | Rakovski 2011          | 2 – 2  | 2 – 2       |
| Pirin Goce Delčev      | 3 – 2             | Montana                | 3 – 2  | 0 – 0       |
| Spartak Pleven         | 0 – 9             | PSFK Černomorec Burgas | 0 – 4  | 0 – 5       |
| Levski Sofia           | 4 – 0             | Pirin Razlog           | 3 – 0  | 1 – 0       |
| Botev Vraca            | 1 – 2             | Neftohimik Burgas      | 1 – 1  | 0 – 1       |
| Lokomotiv Sofia        | 3 – 3             | Master Burgas          | 2 – 0  | 1 – 3       |
| Ludogorec              | 2 – 2             | CSKA Sofia             | 1 – 2  | 1 – 0       |
| Bansko                 | 8 – 2             | Rakovski 2011          | 6 – 1  | 2 – 1       |
| Lyubimetz              | 2 – 5             | Slavia Sofia           | 2 – 2  | 0 – 3       |
| Strumska Slava Radomir | 0 – 2             | Černo More Varna       | 0 – 0  | 0 – 2       |
| Lokomotiv Plovdiv      | 0 – 2             | Liteks Loveč           | 0 – 0  | 0 – 2       |

## Ottavi di finale
Le gare di andata si sono giocate il 2 e il 3 dicembre 2012, quelle di ritorno tra il 12 e il 16 dicembre.
| Squadra 1         | Totale | Squadra 2              | Andata | Ritorno |
| ----------------- | ------ | ---------------------- | ------ | ------- |
| Lokomotiv Sofia   | 3 – 2  | PSFK Černomorec Burgas | 3 – 1  | 0 – 1   |
| Pirin Goce Delčev | 2 – 1  | Neftohimik Burgas      | 1 – 0  | 1 – 1   |
| Levski Sofia      | 4 – 1  | Černo More Varna       | 4 – 0  | 0 – 1   |
| Slavia Sofia      | 4 – 0  | Botev Plovdiv          | 3 – 0  | 1 – 0   |
| Čavdar Etropole   | 0 – 7  | CSKA Sofia             | 0 – 2  | 0 – 5   |
| Bansko            | 2 – 3  | Minjor Pernik          | 1 – 1  | 1 – 2   |
| Spartak Varna     | 1 – 8  | Liteks Loveč           | 0 – 1  | 1 – 7   |
| Beroe             | 8 – 1  | Lokomotiv Mezdra       | 4 – 0  | 4 – 1   |

## Quarti di finale
Le gare di andata si sono giocate il 13 marzo 2013, quelle di ritorno il 3 aprile.
| Squadra 1       | Totale      | Squadra 2         | Andata | Ritorno |
| --------------- | ----------- | ----------------- | ------ | ------- |
| Beroe           | 4 – 1       | Pirin Goce Delčev | 1 – 0  | 3 – 1   |
| Levski Sofia    | 2 – 2 (gfc) | Liteks Loveč      | 1 – 0  | 1 – 2   |
| Lokomotiv Sofia | 1 – 0       | CSKA Sofia        | 0 – 0  | 1 – 0   |
| Minjor Pernik   | 3 – 5       | Slavia Sofia      | 2 – 5  | 0 – 1   |

## Semifinali
Le gare di andata si sono giocate il 17 e il 18 aprile 2013, quelle di ritorno il 24 e il 25 aprile.
| Squadra 1    | Totale | Squadra 2       | Andata | Ritorno |
| ------------ | ------ | --------------- | ------ | ------- |
| Slavia Sofia | 0 – 1  | Beroe           | 0 – 0  | 0 – 1   |
| Levski Sofia | 3 – 1  | Lokomotiv Sofia | 3 – 1  | 0 – 0   |

## Finale
| Arbitro: | Cvetan Krastev |

|                           |                      |                                           |
| Élio 16’, 28’ Andonov 79’ | Marcatori            | 24’ Jordanov 80’ João Silva 87’ Rodrigues |
|                           | Tiri di rigore 3 – 1 |                                           |